# طاهر یارویسی
طاهر یارویسی (زاده ۱۳۱۹ در گهواره - درگذشته ۲۵ تیر ۱۳۹۸ کرمانشاه) نوازنده، استاد نواختن و سازنده تنبور است.

## زندگی‌نامه
طاهر یارویسی در سال ۱۳۱۹ در در شهر گهواره در شهرستان دالاهو در استان کرمانشاه در خانواده‌ای یارسان به دنیا آمد. او نواختن تنبور را از سن ده سالگی شروع کرد و از همان سنین اولیه مشغول فراگیری آواهای مقامی این ساز نزد استاد چنگیز فرمانی شد. اولین و تأثیر گذارترین استاد او، سید ولی حسینی است که از نوادر نوازندگان عصر خود بود. استاد بیرخان (لالوبیرخان
)از استادان بنام منطقه زرده (دالاهو) نیز از جمله استادان وی بوده‌است. یارویسی هنر ساختن تنبور را در محضر استاد چنگیز فرمانی فراگرفت و شاگردان بسیاری در تهران، کرمانشاهان و منطقه گوران در محضر ایشان مشغول به فراگیری تنبور شده‌اند. یارویسی زندگی خود را وقف خوانندگی و نوازندگی مقام‌های تنبور کرد و یکی از مهم‌ترین مراجع موسیقی مقامی تنبور محسوب می‌شد.

## درگذشت
وی در ۲۵ تیر ماه سال ۱۳۹۸ پس از تحمل بیماری و رفتن به حالت کما در بیمارستان بیستون کرمانشاه در گذشت.

## اجراها
تعدادی از برنامه‌هایی که طاهر یارویسی در آن شرکت داشته‌است:
- جشنواره فرهنگ و هنر، ۱۳۵۴
- جشنواره آیینه و آواز، ۱۳۷۳
- جشنواره شعر و ادب اسلام‌آباد غرب، ۱۳۸۰
- جشنواره قصرشیرین، ۱۳۸۰
- جشنواره موسیقی اسلام‌آباد غرب، ۱۳۸۰
- جشنواره آیینی تهران، ۱۳۸۰
- جشنواره سنندج ۱۳۸۱
- جشنواره ذکر و ذاکرین مشهد، ۱۳۸۲
- جشنواره تنبور صحنه، ۱۳۸۲
- جشنواره موسیقی مقامی کرمان، ۱۳۸۲
- جشنواره موسیقی مقامی کرمان، ۱۳۸۳
- جشنواره رامسر، ۱۳۸۳
- فرهنگسرای نیاوران، ۱۳۸۳
- فستیوال موسیقی آیینی برلین آلمان، ۲۰۰۱ میلادی
- اجرای کنسرت تاجیکستان، ۲۰۰۴ میلادی
- اجرای قطعاتی از مقام‌های باستانی تنبور در کنفرانس زبان ایلامی و کرمانشاهی، در اربیل در کردستان عراق، ۱۳۸۴.

## آلبوم
- مجنونی (مقامات مجلسی تنبور)